# Albricus
Albricus (11. század) esztergomi kanonok, egyházi író.
Az esztergomi káptalan tagja a 11. században. A Monte Cassino-i kolostorból jött Magyarországra. A magyar nyelvet megtanulva, Szerafin (esztergomi érsek) esztergomi érsek ajánlatára Könyves Kálmán király őt bizta meg az eddig alkotott országgyűlési törvények és határozatok összegyűjtésével. A gyűjteményt Albricus el is készítette, magyarból latinra fordította, s az érsekhez irt előbeszédben Kálmán királyról igen dicsérőleg emlékezik meg. A gyűjtemény feltehetőleg az 1100–1103. évek közt készült, miután Szerafin érsek, kihez az előszó szól, 1104-ben halt meg.
Munkáját kritikai jegyzetekkel kiadta gróf Batthyány Ignác erdélyi püspök.
A gyűjtemény egyházi vonatkozású határozatainak kivonatát közölte Péterfi Károly: Sacra Concilia Eccl. R. Cath. in Hung. regno celebrata. I. köt. 40. és következő lapjain.